# 三条まつり
三条まつり（さんじょうまつり）は、日本の新潟県三条市八幡町の三条八幡宮・神明宮で催されてきた春季例大祭である。正式名称は三条八幡宮春季例大祭。
当社が仁和元年（885年、平安時代中期）に創建されて以来催されてきたであろう春季例祭が、江戸時代後期以降に付け加えられた様式を多分に含む形で、今に伝えられている。旧暦（太陰暦）時代には3月15日に行われていたが、明治5-6年間（1872-73年間）の明治改暦によって新暦（太陽暦）に切り換わって以降は、5月15日に行われている。今も昔も例祭の前後には宵祭と後祭が催される。

## 由来
文政5年（1823年）に、越後国村上藩第6代藩主の内藤信敦が京都所司代になったことを三条の町民たちが祝って、大名行列を始めたことがその始まりとされている。また、三条八幡宮に伝わるには、平安時代後期の武将源義家が陸奥国の安倍氏討伐に向かう途中、三条八幡宮で戦勝を祈願して軍立の式を挙行したことが始まりともされる。
1873年までは3月15日に春季大祭を挙行していた。
2020年に予定されていた例大祭は、新型コロナウイルス感染症の感染拡大に伴い、神事のみを執り行い、大名行列、舞込み、露店出店は中止となった。

### 屏風まつり
三条まつりは、明治時代から昭和初期には屏風まつりとも呼ばれ、大祭の日には大名行列が練り歩く通りに面した家々や商店はすべて仕事を休み、通りに面する部屋に家宝の屏風を立て緋色の毛氈（もうせん）を敷き、家族はここに座って大名行列を拝観していた。近郷からの祭り見物客は、飾られている屏風を見物することができた。
屏風を飾る家々や商店では、屏風の質や豪華さを競うようになり、江戸時代から明治時代にかけて三条文人が活躍していた影響もあり、屏風は美術的価値の高い作品が飾られた。
しかし、戦後になると屏風を保存する蔵が取り壊されたり、建物の構造が変わったことなどから、屏風を飾る家はなくなり屏風まつりは廃れた。それでも、2002年に大名行列が練り歩く沿道の商店街有志が中心となって復活を遂げ、三条まつりに合わせて屏風を一般公開している。

## 概要

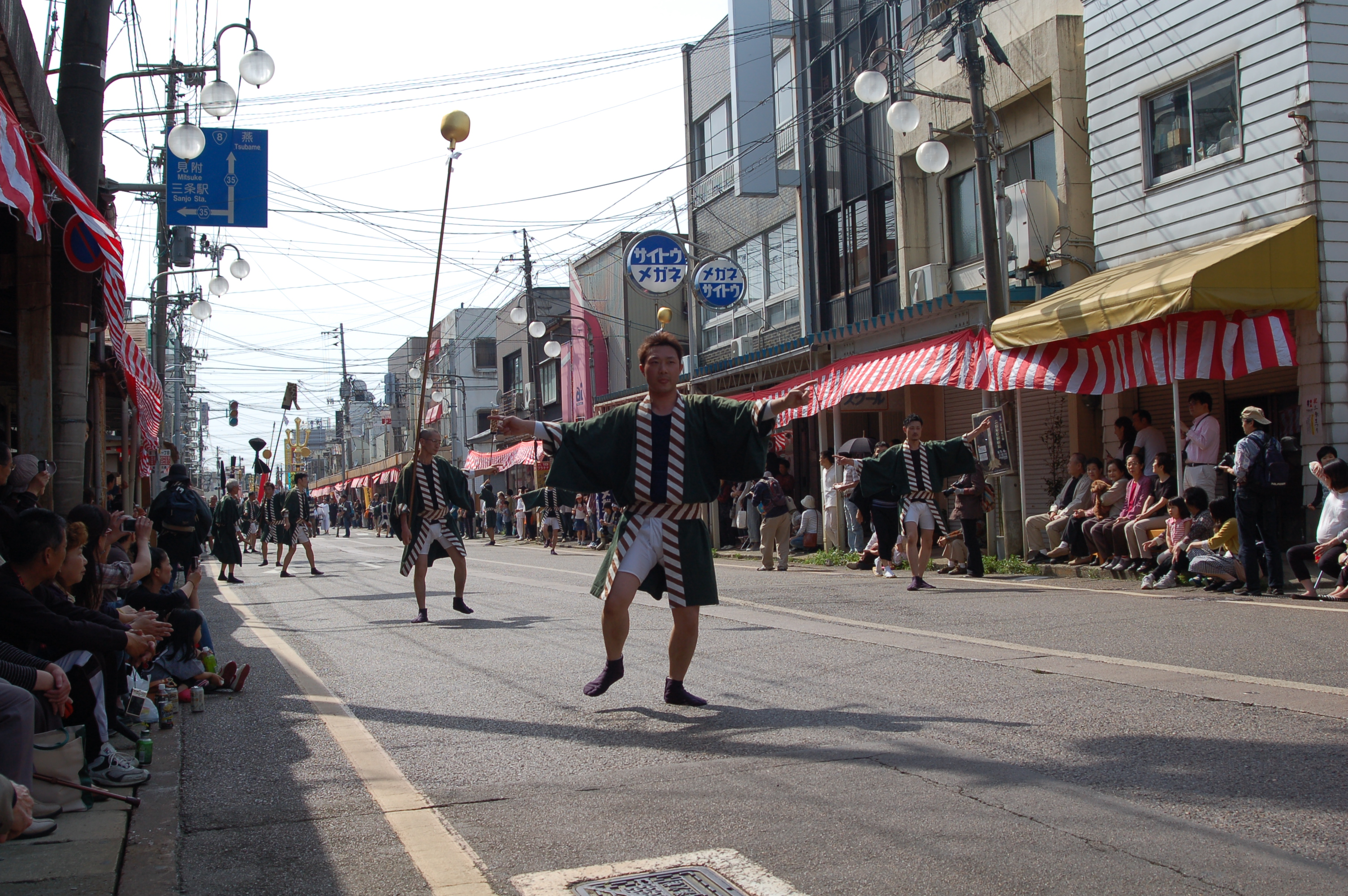
大名行列の先頭を歩く先供

- 5月14日
  - 宵宮（三条八幡宮）

三条八幡宮境内、それに隣接する八幡公園には、露店が開き多くの人で賑わう。昔のこの日の夕食は、ハレの日として鯛や赤飯が配膳された。
- 5月15日
  - 傘鉾コンクール（午前中）

市街地の町内、企業などが、大型の専用の傘の上に家庭用品（ざる・たわし）、日用品などを用いて世相を風刺する人形を競作する。三条八幡宮境内での審査の後に、大名行列に加わる。
- - 三条まつりの天狗さま神事（午前中）

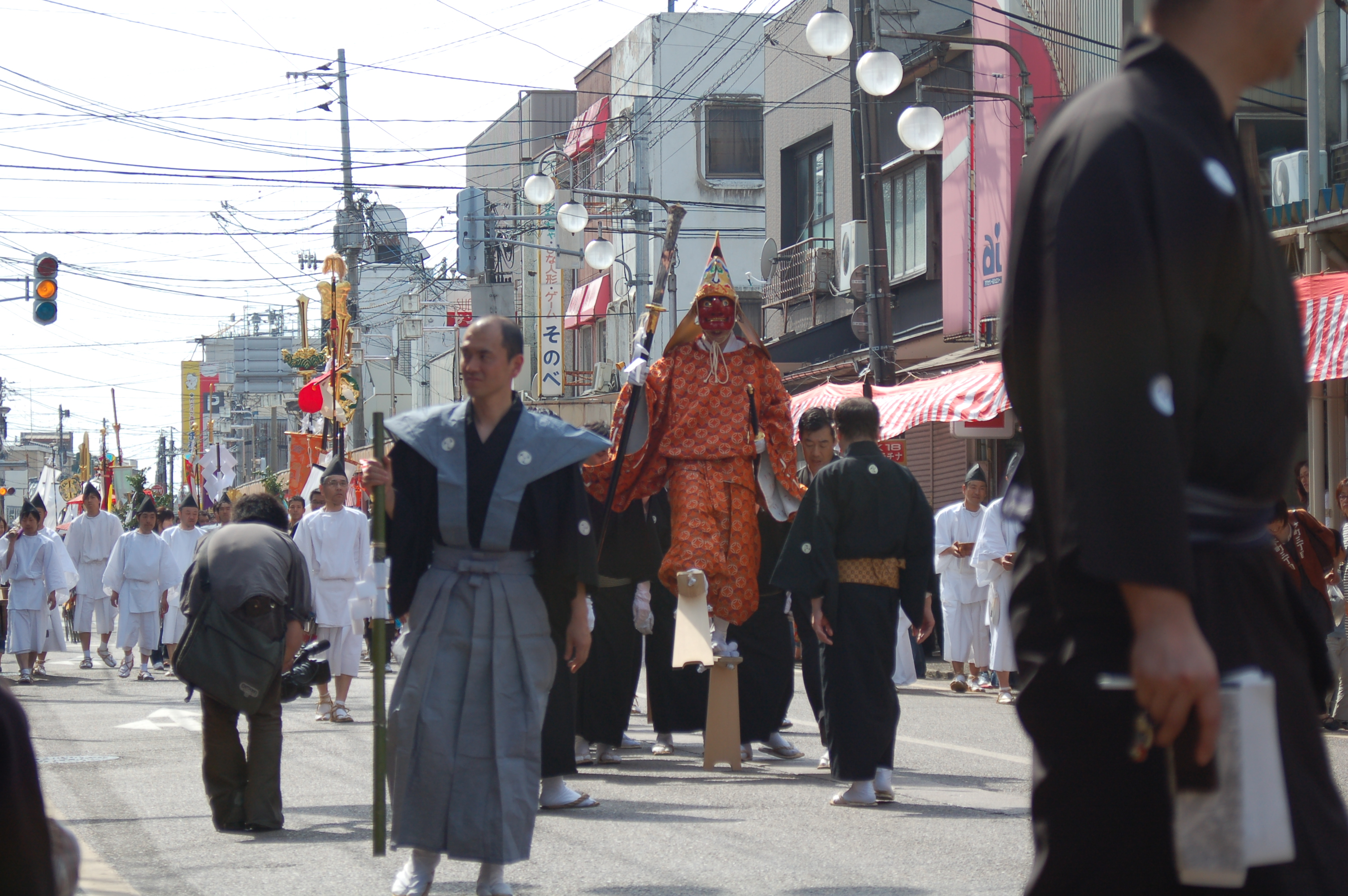
三条まつりの天狗さま

  - 導祖神の神幸祭（神輿渡御）と“大名行列”（13時頃出発）

10万石の格式を持つ大名行列が、三条八幡宮から田島の諏訪神社まで練り歩く。先供（やっこ）、傘鉾、天狗（道祖神）、鷹匠（お鷹持ち）、御輿などが続き、押槍10本が最後を飾る。途中、先供が持っている棒などを空中に高く振り上げたり、相手方の先供に放り投げる技も披露される。
大名行列の経路は、三条八幡宮を出発し、旧鍛冶町、旧六ノ町、旧五ノ町から本町通り（大通り、中央商店街）に入り、神明宮、一ノ木戸商店街を通り、田島の諏訪神社で折り返す。
天狗は約60センチある一本歯の高下駄を履いて練り歩く。万一、天狗がバランスを崩したり、転倒したりすると、災いが起こるという口承が脈々と残されている。また、家の2階などから見下ろすことは好ましくないとされ、大名行列の途中にある昭栄大橋からの大名行列見物は三条市が禁止している。天狗は約100メートル程度（三条八幡宮が事前に指定した家）で交代する。
- - 舞い込み（夕方）

天狗と御輿は諏訪神社で折り返し、三条八幡宮に戻る（帰路は賑々しい行列ではない）。三条八幡宮に戻った天狗と御輿は、三条八幡宮を3回周回して本殿に戻る。その際、子の成長、無病息災を祈って親が子を肩車して天狗、御輿とともに3回周回する。これを　「舞い込み」　といい多くの市民が参加する伝統行事である。このとき、天狗は高下駄ではなく雪駄を履いている。また、御輿が本殿に入る際、本殿に戻そうとする御輿の担ぎ手と祭りを終えたくない衆で揉み合いになる。
祭り最大のクライマックスである揉み合いは、前神輿、後神輿、囃子の太鼓と3回にわたり行わる。無事、すべて神輿、太鼓が拝殿に戻ると春季大祭は終了する。
- - 宵宮（神明宮）
- 5月16日

- - 三条神楽（神明宮）

## 交通
15日は市街地の本町通りを中心に交通が規制される。このため、新潟交通観光バス・越後交通の路線バスは第一産業道路などに迂回する。三条八幡宮周辺には駐車場が確保しづらいため、三条競馬場跡地の駐車場などが開放される。